# Nintendo Software Technology
Nintendo Software Technology Corporation (NST) è un team di sviluppo titoli first party della società giapponese Nintendo, con sede negli Stati Uniti d'America. Il gruppo è stato creato appositamente per creare giochi per le console Nintendo per il mercato nord americano. Nonostante Claude Comair (il cofondatore di DigiPen) è stato cofondatore della NST, si ritirò dal suo incarico di presidente alla fine del 2006. Il team è attualmente guidato da Shigeki Yamashiro. Il primo gioco sviluppato, Bionic Commando Elite Forces, seguito di Bionic Commando di Capcom, è stato pubblicato per Game Boy Color nel 1999. Fino al 2010 la sede della NST è stata la stessa di quella centrale della DigiPen.

## Giochi sviluppati
- Bionic Commando: Elite Forces, Game Boy Color
- Crystalis, Game Boy Color
- Ridge Racer 64, Nintendo 64
- Pokémon Puzzle League, Nintendo 64
- Wave Race: Blue Storm, Nintendo GameCube
- Nintendo Puzzle Collection, Nintendo GameCube
- The Legend of Zelda: Ocarina of Time - Master Quest, Nintendo GameCube
- The Legend of Zelda: Collector's Edition, Nintendo GameCube
- 1080° Avalanche, Nintendo GameCube
- Mario vs. Donkey Kong, Game Boy Advance
- Ridge Racer DS, Nintendo DS
- Metroid Prime Hunters, Nintendo DS
- Mario vs. Donkey Kong 2: March of the Minis, Nintendo DS
- Sin and Punishment, Trasporto su Virtual Console
- Super Smash Bros. Brawl, Nintendo Wii (Masterpiece Mode)
- Crosswords DS, Nintendo DS
- Mario vs. Donkey Kong: Minis March Again, DSiWare
- Mario Clock and Calculator, DSiWare
- Animal Crossing Clock and Calculator, DSiWare
- Aura-Aura Climber, DSiWare
- Mario vs. Donkey Kong: Mini-Land Mayhem, Nintendo DS
- Super Mario Maker for Nintendo 3DS, Nintendo 3DS
- Snipperclips - Cut it out, together!, Nintendo Switch
- Captain Toad: Treasure Tracker, Nintendo 3DS / Nintendo Switch
- The Stretchers, Nintendo Switch
- Good Job!, Nintendo Switch
- Super Mario 3D World + Bowser's Fury, Nintendo Switch
- F-Zero 99, Nintendo Switch
- Mario vs. Donkey Kong (remake), Nintendo Switch

### Giochi annullati
- Project H.A.M.M.E.R.
- Wii Crush